# Gepec
El Grup d'estudi i protecció dels ecosistemes catalans - Ecologistes de Catalunya (Gepec-EdC), anteriorment Grup d'estudi i protecció dels ecosistemes del Camp, és una associació ecologista sense ànim de lucre fundada l'any 1985. El seu àmbit d'actuació se centra en les comarques del Camp de Tarragona i les Terres de l'Ebre, on duu a terme diverses activitats de divulgació, sensibilització i recerca, així com diferents projectes de restauració del territori i defensa ambiental. Malgrat que l'àmbit d'actuació principal se centra a la demarcació de Tarragona, el Gepec-EdC també ha realitzat tasques de defensa ambiental i altres projectes en àrees de l'Urgell o les Garrigues, entre d'altres.
El Gepec-EdC ha rebut diversos premis i reconeixements com el Premi Micro (2022) atorgat pel Col·legi de Periodistes de Catalunya o el Premi Medi Ambient (2019) atorgat per la Generalitat de Catalunya. L'entitat també realitza tasques en l'àmbit de la defensa ambiental, essent especialment remarcables les actuacions al riu Siurana, que acabaren amb la denúncia penal contra l'aleshores president de l'entitat per part de la Comunitat de Regants del Pantà de Riudecanyes; les actuacions en l'àmbit dels Muntanyans de Torredembarra i el Gorg de Creixell, amb diferents casos denunciats penalment; o diferents actuacions administratives i penals contra la tramitació de parcs eòlics.